# جين هالبواكس
جين هالبواكس (ألكسندر بعد الزواج، 14 فبراير 1890-14 نوفمبر 1980)، ناشطة سلام ونسوية واشتراكية فرنسية. يُذكر أنها من الشخصيات الرئيسية في الحركة السلمية الأساسية في ثلاثينيات القرن العشرين، وكانت قائدة الفرع الفرنسي للرابطة النسائية الدولية للسلام والحرية. كانت أيضًا معلمة وناقدة أدبية.

## النشأة والتعليم
ولدت جين هالبواكس في باريس في 14 فبراير 1890. تعد ذات خلفية من المثقفين الألزاسيين، وكان والدها غوستاف هالبواكس، نورماليني وأستاذًا للغة الألمانية، الذي اختار فرنسا بعد الحرب الفرنسية البروسية عام 1870. والدتها كانت طالبة في الفلسفة. شقيق جين هو عالم الاجتماع موريس هالبواكس.
تميزت عندما كانت طالبة في ليسيه فينيلون في باريس، بسبب قضية دريفوس، ورحبت بالثورة الروسية عام 1905. كانت طالبة آلان في عام 1909 في كلية سيفينيه، وتأثرت بتفكيره بشدة. انضمت كل من هالبواكس وماري هيلين لاتريله وجين داست مجبرات إلى المجموعة الذكورية للغاية، مجموعة الطلاب الاشتراكيين الثوريين الدوليين.

## المسيرة المهنية
حصلت هالبواكس على المركز الأول في نتائج امتحان التخرج في عام 1913، ودرّست في صفوف فينيلون بين عامي 1914-1915، ثم في كلية سيفينيه، إذ رفضت تعيينها في التعليم العام في المقاطعات، ومكنتها إقامتها في باريس من دراسة الفلسفة في جامعة السوربون، والتركيز على النشاط السياسي خاصة. سعت كامرأة إلى الاستفادة من الشرعية التي تتمتع بها كمعلمة في المدرسة الثانوية.
انضمت هالبواكس إلى الفرع الفرنسي لاتحاد العمال الدولي، والاتحاد الفرنسي لحقوق المرأة التابع لماريا فيرون. شاركت هالبواكس خلال حملة الانتخابات التشريعية التي أجريت في العام نفسه، في مظاهرة دعت إلى تسجيل النساء في القوائم الانتخابية وتحدثت في اجتماعات انتخابية مختلفة وأصرت على ضرورة منح المرأة حق التصويت. كتبت في مجلة ليكويتي التي أسستها ماريان راوز، داعية النساء إلى وقف الحرب، مستشهدة بمثال النساء الإيطاليات اللاتي استلقين على خطوط السكك الحديدية لمنع قطارات الجنود من مغادرة المحطة خلال الحرب الإيطالية التركية.
أثار حشد الفرع الفرنسي لاتحاد العمال الدولي والنقابات العمالية والحركات النسوية إلى الاتحاد المقدس في بداية الحرب العالمية الأولى استياء هالبواكس. كان السلام بالنسبة إلى هالبواكس النضال الأكثر أهمية، والذي ربطته بكفاحها النسوي، معتقدة أن النساء اللاتي يتمتعن بحق التصويت يمكن أن يساهمن بإيصال ناخبين سلميين نافذين، وقد انضمت إلى أقلية ناشطي الحركة السلمية.

### الحرب العالمية الثانية وأواخر حياتها
نشر لويس ليكوين في بداية الحرب العالمية الثانية منشورًا بعنوان السلام الفوري! ما أدى إلى اتخاذ الإجراءات القانونية بحقه. كان السيد ألكسندر وزوجته قلقين باعتبارهما من الموقعين. أدت الحرب إلى التعليق المؤقت للفصول الدراسية في المدارس الثانوية التي كانا يدرّسان فيها (مدرسة ليسيه لويس لو غراند وفرساي). انتقلا إلى كليرمون فيران، حيث عملا حتى هدنة 22 يونيو 1940. توقف الزوجان أثناء الاحتلال عن جميع الأنشطة العسكرية. عادا إلى باريس في الخريف، وفي ديسمبر، مُنع ميشيل ألكسندر من التدريس بسبب أصله اليهودي، ثم اعتُقل في معسكر الاعتقال روياليو كومبيين. تمكن الزوجان من الوصول إلى ليموج، في المنطقة الحرة، وفي يناير 1942، عُينت هالبواكس أستاذة هناك. عادا إلى باريس في نهاية الحرب، لكنهما ابتعدا عن السياسة.
توفي ميشيل ألكسندر عام 1952 فعملت أرملته على نشر أوراقه القديمة لتخليد ذكراه. كانت أيضًا سكرتيرة جمعية أصدقاء آلان. تقاعدت هالبواكس من التدريس عام 1955.

## الوفاة والإرث
توفيت جين هالبواكس ألكسندر في فونتينبلو في سين ومرن، في 14 نوفمبر 1980.
احتُفظ بملفات جين هالبواكس وميشيل ألكسندر منذ عام 1982 في متحف التاريخ المعاصر، في حرم جامعة باريس نانتير. حُفظت وثائق أخرى في مكتبة بلدية نيم.